# Parsa Pirouzfar
Parsa Pirouzfar (in persiano پارسا پیروزفر‎; Teheran, 13 settembre 1972) è un attore, regista teatrale, drammaturgo traduttore e pittore iraniano.

## Filmografia

### Attore

#### Cinema
- Sheida regia di Kamal Tabrizi (1998)
- Pari[4] regia di Dariush Mehrjui (1994)
- Mast-e Eshgh, regia di Hassan Fathi (2024)

#### Televisione
- Dar Cheshm-e Baad[5] regia di Masoud Jafari Jozani[6][7][8][9]

## Teatro
- La visita[10][11] regia di Parsa Pirouzfar (2019)
- I miserabili[12] regia di Hossein Parsaei (2018-2019) Musical
- Giorno d'estate[13][14] regia di Parsa Pirouzfar (2018)
- Matrioska[15][16] regia di Parsa Pirouzfar (2015-2017)[17][18][19][20][21][22]
- In alto mare[23][24] regia di Parsa Pirouzfar (2014)
- Pietre nelle sue tasche[25][26] regia di Parsa Pirouzfar (2013)
- Le Dieu du Carnage regia di Parsa Pirouzfar (2012)
- Glengarry Glen Ross[27] regia di Parsa Pirouzfar (2011)
- Art[28] regia di Parsa Pirouzfar (2001)
- La principessa Aoi regia di Bahram Beyzai[29] (1998)
- I miserabili[28] regia di Behrouz Gharibpour[30] (1995-1997)